# Paralophaster lorioli
Paralophaster lorioli är en sjöstjärneart som först beskrevs av Jean Baptiste François René Koehler 1907.  Paralophaster lorioli ingår i släktet Paralophaster och familjen solsjöstjärnor. Inga underarter finns listade i Catalogue of Life.